# Jan Podkowa
Jan Podkowa (ukr. Іван Підкова, rum. Ioan al IV-lea Potcoavă, zm. 16 czerwca 1578 we Lwowie) – watażka kozacki, od końca listopada do grudnia 1577 hospodar mołdawski.

## Udział w sporach o tron mołdawski
W 1574 roku Kozacy zaporoscy wmieszali się w walki o tytuł hospodara mołdawskiego, stając po stronie Jana III Srogiego przeciw Piotrowi V Kulawemu. Wysłany przez nich oddział pod wodzą szlachcica Świerkowskiego został jednak ostatecznie pokonany, zaś Jan Srogi zginął z rąk Turków. 
W 1577 Podkowa wyruszył na Mołdawię, podając się za jego przyrodniego brata. Pierwsza wyprawa, w lecie, zakończyła się klęską. Podczas drugiej, w listopadzie, watażka otrzymał z Niżu posiłki pod wodzą Jakuba Szacha, dzięki czemu udało mu się 30 listopada 1577 zdobyć Jassy i ogłosić się hospodarem. Szybko został usunięty z tronu przez brata króla Polski, wojewodę siedmiogrodzkiego Krzysztofa Batorego. Hospodarem ponownie został Piotr Kulawy, a Podkowa zbiegł do Polski, gdzie został uwięziony na zamku w Rawie Mazowieckiej.

## Egzekucja
Na stanowcze żądanie sułtana Murada III Stefan Batory skazał Kozaka na śmierć. Watażkę przewieziono do Lwowa, gdzie aż do wykonania wyroku przebywał w specjalnie dla niego wynajętym pokoju w kamienicy Matwija Korinnika. 16 czerwca 1578 Jan Podkowa został ścięty. Wcześniej wygłosił krótkie przemówienie do zgromadzonych na rynku lwowian, w którym zarzucał królowi, że wysługuje się poganinowi, "chanowi-bisurmanowi". Wyraził też wolę, aby kat nie dotykał jego ciała po śmierci. Jeden z obecnych na egzekucji Kozaków podał skazańcowi kielich z winem. Ten, wypijając z niego wielki łyk rzekł, że pije za zdrowie towarzyszy, po czym ukląkł na przyniesionym sobie dywaniku. Zmówił modlitwę i czekał na cios kata. Gdy ten nie padał, Podkowa spytał, w czym rzecz. Kat odrzekł, że należy opuścić kołnierz, aby nie przeszkadzał przy ścinaniu głowy. Kozak poprawił swój kołnierz i nakazał katu czynić swą powinność.
Podkowę pochowano w Kaniowie, w uprzednio przez niego przygotowanej trumnie. Później obok niego spoczęli Jakub Szach, Samuel Kiszka i Taras Szewczenko.

## Podkowa w sztuce
Jan Podkowa stał się bohaterem dum kozackich i powieści Mihaila Sadoveanu. Poemat Tarasa Szewczenki Iwan Pidkowa poświęcony jest innemu wodzowi kozackiemu, Iwanowi Serpiadze, mylonemu w ludowych opowiadaniach z Podkową.
Andrzej Podkowicz w swojej powieści "Bracia kozacy" czyni go synem Serpegi, rzekomej ormiańskiej konkubiny hospodara Stefańca.
Egzekucja Iwana Podkowy pojawia się jako wątek poboczny w polskim filmie historycznym z 1989 pt. Żelazną ręką, choć przedstawiono ją tam niezgodnie z wyżej opisaną tradycją historyczną.